# Bogdanoff-Brüder

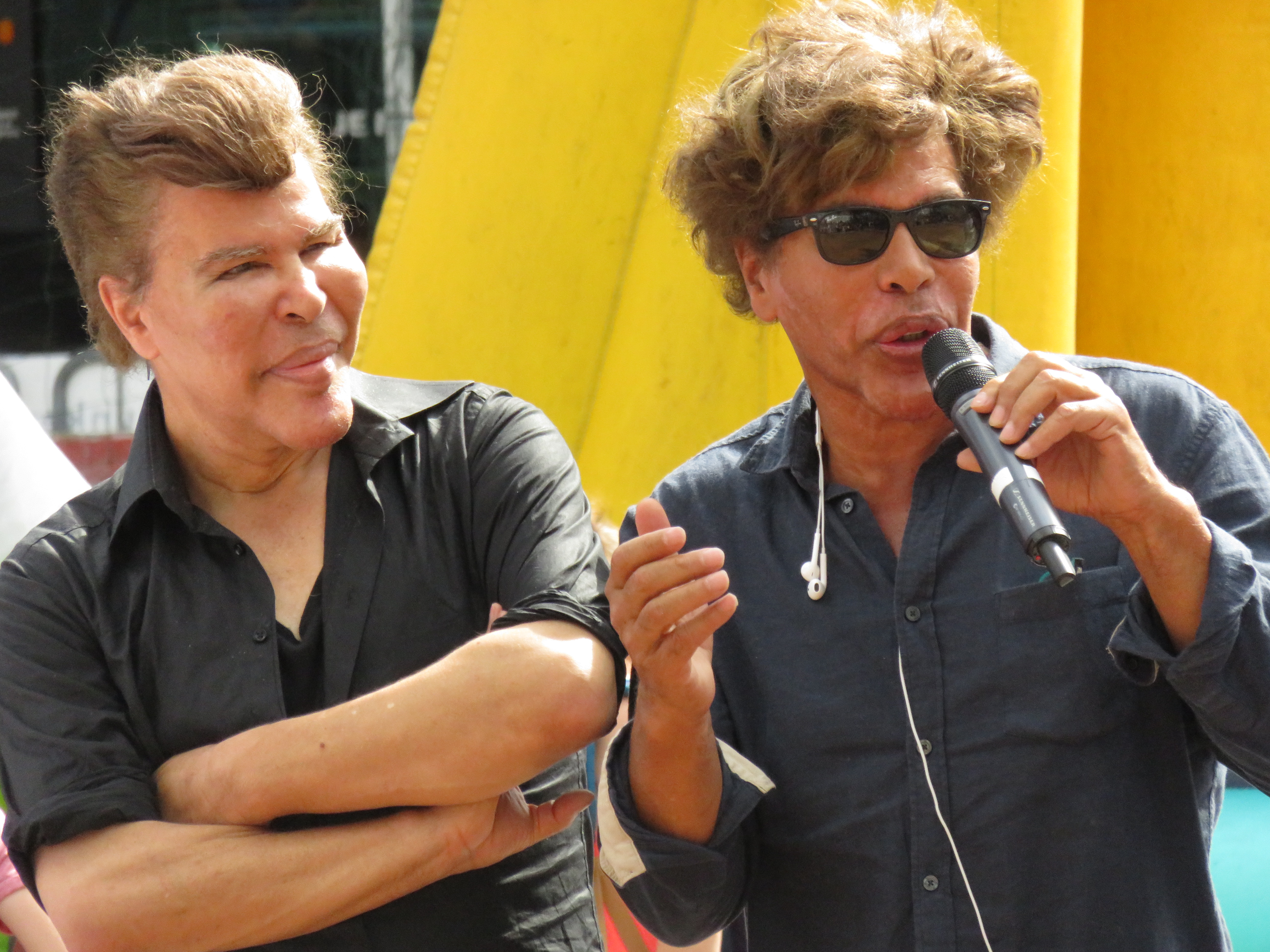
Grichka und Igor Bogdanoff (2016)

Die Zwillingsbrüder Igor (* 29. August 1949 in Saint-Lary, Département Gers; † 3. Januar 2022 in Paris) und Grichka Bogdanoff (* 29. August 1949 in Saint-Lary, Département Gers; † 28. Dezember 2021 in Paris), auch Bogdanov geschrieben, waren französische Autoren und Fernsehmoderatoren.

## Leben

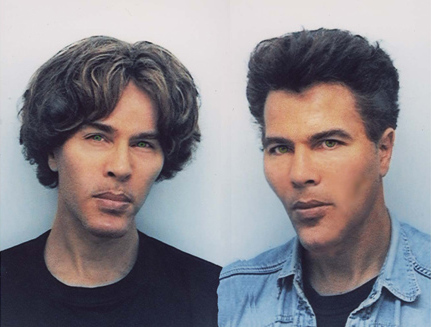
Grichka (links) und Igor (rechts) in den 1990er Jahren

Igor und Grichka Bogdanoff studierten Angewandte Mathematik in Paris und moderierten ab 1979 Science-Fiction-Shows und populärwissenschaftliche Sendungen im französischen Fernsehen, darunter Temps X bei TF1 und Rayons X bei France 2. Unter den von ihnen veröffentlichten sieben Büchern befindet sich eines basierend auf Interviews mit dem Philosophen Jean Guitton (Dieu et la Science („Gott und Wissenschaft“), 1991). Die Zwillinge fielen auch durch ihr ungewöhnliches Äußeres auf, bestritten jedoch stets chirurgische Eingriffe an ihren Gesichtern.
Die Brüder infizierten sich mit SARS-CoV-2 und kamen am 15. Dezember 2021 auf die Intensivstation eines Krankenhauses. Grichka starb am 28. Dezember 2021 im Alter von 72 Jahren an den Folgen von COVID-19, Igor sechs Tage später. Beide waren nicht geimpft. Laut ihrem Anwalt seien sie keine Impfgegner gewesen, sondern hätten gehofft, „durch ihren gesunden Lebensstil vor einer Infektion geschützt zu sein“.
Igor Bogdanoff hinterließ sechs Kinder, einen Sohn aus seiner Beziehung zur Schauspielerin Geneviève Grad, drei aus seiner ersten Ehe mit der Gräfin Ludmilla d’Oultremont und zwei aus seiner zweiten Ehe mit der Schriftstellerin Amélie de Bourbon-Parme.

## Promotion
Die beiden Brüder begannen 1993 ihre Promotion an der Université de Bourgogne in Dijon unter dem Doktorvater Moshé Flato, einem Experten für mathematische Physik mit internationaler Reputation. Nach dem Unfalltod Flatos stellten sie ihre Dissertationen unter der Anleitung von dessen langjährigem Kollegen Daniel Sternheimer fertig. Grichka wurde 1999 mit einer Abhandlung über Kosmologie in Mathematik promoviert und Igor 2002 in theoretischer Physik.
Beide Arbeiten wurden mit der schlechtesten Bewertung „honorable“ bewertet.

## Bogdanoff-Affäre

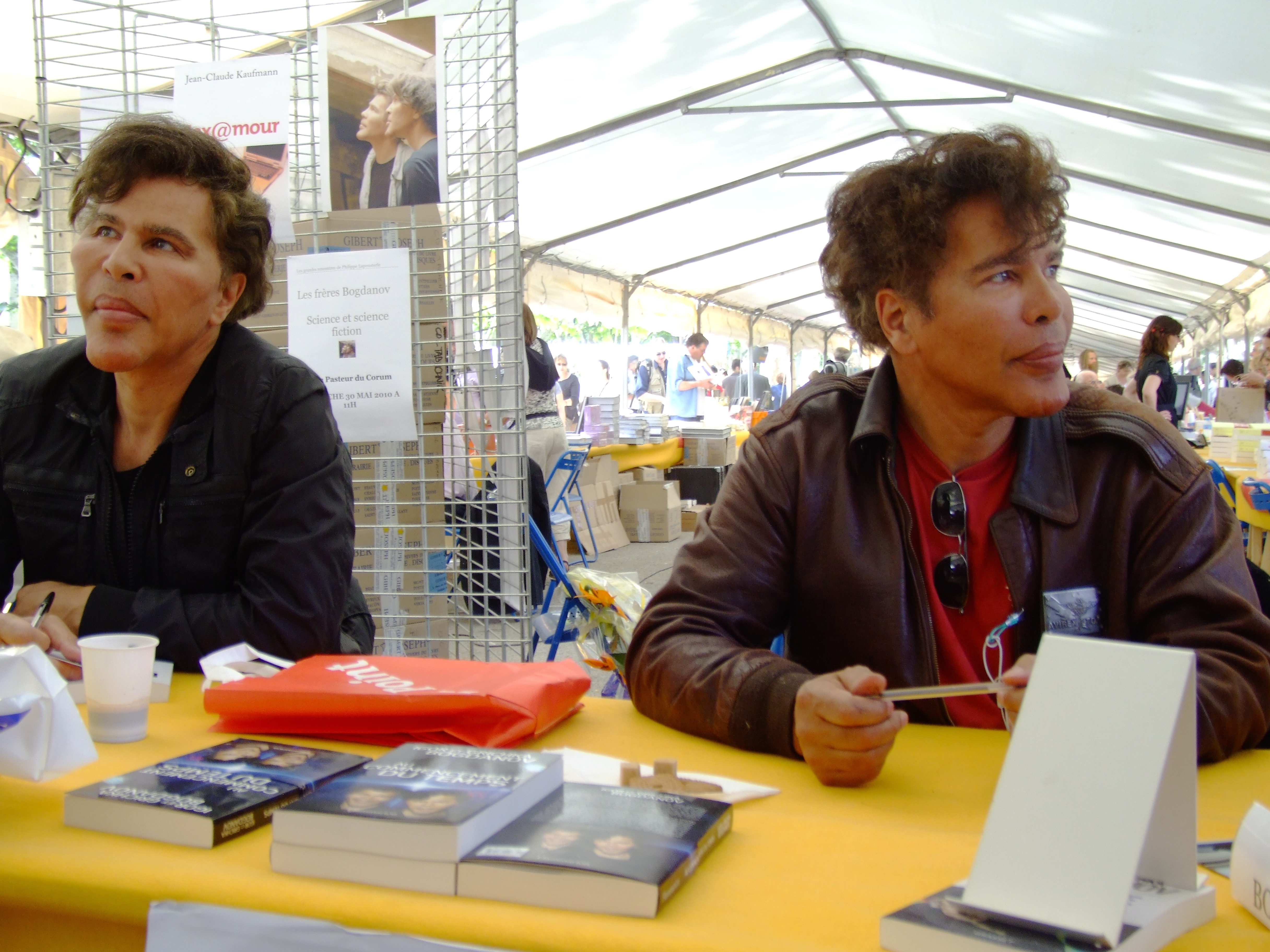
Grichka (links) und Igor (rechts) Bogdanoff

Im Usenet tauchte bereits 2002 die Vermutung auf, dass es sich bei den im Peer-Review-Verfahren begutachteten Veröffentlichungen im Zuge dieser Promotion um einen Scherz handle, was die Bogdanoffs jedoch bestritten. Hermann Nicolai, der Direktor am Max-Planck-Institut für Gravitationsforschung in Potsdam, fasste eine Veröffentlichung der beiden aus dem Jahr 2001 in der Zeitschrift Classical and Quantum Gravity wie folgt zusammen: „Der Artikel ist ein Potpourri von buzzwords der modernen Physik, das völlig inkohärent ist.“
Das Herausgebergremium der Zeitschrift veröffentlichte im November 2001 ein Statement, das das Erscheinen des Artikels bedauert und feststellt, dass er nicht hätte publiziert werden sollen.
2010 wurde ein aus dem Jahr 2003 stammender angeblicher Report des CNRS publik, in dem den Arbeiten der Bogdanoffs jeder wissenschaftliche Wert abgesprochen wurde.
Die Université de Bourgogne reagierte mit einer Pressemitteilung, der zufolge die Bogdanoffs ihre Grade gemäß dem regulären Verfahren verliehen bekommen hätten und der wissenschaftliche Wert ihrer Arbeiten durch ein Wissenschaftlergremium evaluiert und bewertet worden sei, dessen souveräne Entscheidung nicht in Frage zu stellen sei.
Die Veröffentlichungen der beiden wurden in Bezug zu den Arbeiten von Alan Sokal gesetzt („Sokal-Affäre“).
Allerdings gestattete sich Sokal nach eigenem Bekunden einen Scherz und wollte mit seiner Abhandlung, die aus der willkürlichen Aneinanderreihung von Begriffen aus der Philosophie und Quantenphysik besteht, Mängel im Peer-Review aufzeigen, während die Brüder Bogdanoff nach eigenen Angaben in ihren publizierten Texten keinesfalls einen Scherz, sondern seriöse Abhandlungen sahen.